# Live-MOS-матрица
Live-MOS-матрица — торговое название разновидности светочувствительных матриц, разрабатываемых Panasonic и применяемых также в изделиях Leica и Olympus. Благодаря ряду технических и топологических решений матрицы имеют возможность «живого» просмотра изображения.

## Технологические решения
- Уменьшено расстояние от каждого фотодиода до соответствующей микролинзы. Позволяет получить высокую чувствительность и качество изображения, даже при высоких углах падения света.
- Упрощена передача регистров и других сигналов с большей поверхности фотодиода, для увеличения уровня чувствительности и отклика. Позволяет увеличить скорость обработки данных.
- Уменьшение количества управляющих сигналов с 3 в стандартных CMOS сенсорах до 2 (как в CCD-матрицах) увеличило результирующую фоточувствительную область пиксела. Это минимизировало неиспользуемую поверхность датчика.
- Разработан новый малошумящий усилитель для сигнала фотодиода.
- Фоточувствительная область составляет 30 % поверхности элемента датчика (что сопоставимо с CCD-матрицами). Используется более тонкая структура слоя датчиков типа NMOS.
- Для уменьшения шумовых характеристик данная технология разрабатывалась для 5 В (по спецификации проекта 2,9 В) низковольтных систем. Фотодиодные датчики размещены на кремниевой подложке, чтобы изолировать фотодиодные датчики от вызывающих шум элементов, расположенных на поверхности чипа. Уменьшение напряжения питания помогает избежать перегрева матрицы. В результате изображения получаются более яркими, менее зернистыми и с низким уровнем белого шума, даже при фотографировании в условиях недостаточной освещённости. Матрица Live-MOS несколько уступает по своим характеристиками матрице CMOS.

## Применение
Сенсоры данного типа впервые были применены в фотоаппаратах Olympus E-330 и Panasonic Lumix DMC-L1.